# أوليفر كلايد فاولر
أوليفر كلايد فاولر (بالإنجليزية: Oliver Clyde Fuller) هو مصرفي أمريكي، ولد في 13 سبتمبر 1860، وتوفي في 17 أغسطس 1942.